# Peter Kohl
Peter Kohl (Ludwigshafen am Rhein, 28 agosto 1965) è un imprenditore tedesco residente in Svizzera.

## Biografia
Peter è il più giovane dei due figli dell'ex cancelliere tedesco Helmut Kohl e Hannelore Kohl, ed è fratello di Walter Kohl. Ha frequentato dapprima la Waldorfschule a Ludwigshafen, per poi diplomarsi nel maggio 1985 in un liceo di Mannheim. Successivamente è stato un soldato per due anni nella Bundeswehr. A partire dall'autunno del 1987 ha studiato al Massachusetts Institute of Technology e presso le Università di Vienna e Cambridge. Dopo aver trascorso molti anni a Londra, ora lavora come imprenditore indipendente vicino a Zurigo.
Dal 2001 è sposato con la banchiera turca Elif Sözen, che aveva conosciuto mentre studiava a Boston, negli Stati Uniti, e con la quale ha una figlia, Leyla (*2002). Dopo la morte di Helmut Kohl, Leyla Kohl visitò la casa del nonno a Ludwigshafen insieme a suo zio Walter Kohl e al cugino Johannes Kohl, e fu loro negato l'accesso alla casa dalla seconda moglie di Helmut Kohl, Maike Kohl-Richter. Nell'anno della nascita di sua figlia ha pubblicato, insieme alla giornalista Dona Kujacinski per il gruppo editoriale Droemer Knaur, una biografia molto letta di sua madre, Hannelore Kohl, che si era tolta la vita un anno prima.

## Pubblicazioni
- Peter Kohl, Dona Kujacinski: Hannelore Kohl. Droemer, München 2002; aktualisierte Neuausgabe: Knaur, München 2013, ISBN 978-3-426-78557-7.